# Kamská bitva
Kamská bitva (rusky Камское побоище) je bylina vyprávějící o konci bohatýrů. Vypráví o tom, jak se většina ruských bohatýrů pod vedením Ilji Muromce postavila neporazitelné mongolské armádě obléhající Kyjev. Ač se bitva původně vyvíjela dobře, vítězství jim uniklo kvůli chvástání bohatýrů, v jedné variantě například Aljoši Popoviče a Gavrila Dlouhopolského, že kdyby existovalo schodiště do nebe, tak by „porazili sílu nebeskou“. Po tomto projevu zpupnosti začali mrtví Mongolové ožívat a vychloubační hrdinové z bitvy utekli a spáchali sebevraždu, zbytek se nebesům omluvil a přežil. Podle jiné varianty uprchli všichni bohatýři do hor, kde zkameněli. Podle některých variant byl při bitvě poražen i Dobryňa Nikitič, a to babou Latyngorkou, a ač přežil a byl pomstěn Iljou Muromcem, ze studu spáchal sebevraždu. Předobraz Kamské bitvy byl shledáván v několika historických bitvách mezi Rusy a Mongoly, především v bitvě na řece Kalce v roce 1223, která byla velkou porážkou Kyjevského knížectví a jeho spojenců.